# カントリー・シスターズ
カントリー・シスターズ (Country Sisters) は、ロック / カントリー音楽を演奏するチェコ共和国ヤブロネツ・ナド・ニソウを拠点とする6人編成のガール・グループ（ガールズバンド）。このグループ名による活動は1989年から続いているが、グループの歴史はさらに10年以上遡り、前身のグループは1972年に結成され、チェコ語で Jizerská Protěž（「ジゼラ山のエーデルワイス」の意）と名乗っていた。

## 経緯
カントリー・シスターズは、中央ヨーロッパ諸国を中心に欧州各地をツアーしており、チェコ国内よりも国外での公演の方が多い。特にフランス、スイス、ドイツや、スカンディナヴィア諸国で広く知られ、人気がある。さらに、オーストラリアやカナダでもコンサートを行なっている。1998年に最初のオーストラリア・ツアーを行なったほか、2006年にはカナダをツアーし、メリット・マウンテン音楽祭 (Merritt Mountain Music Festival) に参加した。
彼女たちのレパートリーは、おもにロックンロールやカントリー音楽のスタンダード曲のカバーで、その数は百曲以上に及ぶが、かつてのフランス領ルイジアナやフランス領カナダ（アカディア）以来の伝統的な音楽であるケイジャンの曲も含まれている。演奏には、カントリー音楽に用いられる標準的な楽器が用いられ、ドラムス、エレクトリック・ベース、エレクトリック・ギターからなる典型的なリズム・セクションに、ピアノとキーボード、フィドル、アコーディオンが加わる。
2003年、ドイツ語のカントリー音楽雑誌『Country Circle Magazine』誌は、カントリー音楽分野において優れたライブを行ったとして、カントリー・シスターズに Country Live Act 2003 の賞を贈った。
カントリー・シスターズは、オーストラリアのタムワース・カントリー・ミュージック・フェスティバル (Tamworth Country Music Festival) にも出演したことがある。

## 編成
このグループに参加したメンバーは、結成当初からのべ35人におよび、その中には歌手9人、フィドル4人、ベース4人、ピアノ5人、ギター5人が含まれている。彼女たちの作である「Allelujah」は、過去と現在の在籍メンバー全員によって演奏された。
2010年現在、グループの謳い文句は「ヨーロッパのハートからのカントリー・ミュージック (Country music from the heart of Europe)」であり、メンバーは以下の通りである。
- ソニア (Sonia) - バンドマスター、バンジョー、エレクトリック・ギター、スティール・ギター担当：リベレツ出身で、グループ創設時からのメンバー[1]
- アンドレア (Andrea) - ボーカル、キーボード：チェスケー・ブジェヨヴィツェ出身で、2009年からグループに参加
- リンダ (Linda) - フィドル（エレクトリック・ヴァイオリン[3]）：2004年からグループに参加
- ルッカ (Lucka) / 通称ルーシー (Lucy) - エレクトリック・ギター、 ボーカル：2003年からグループに参加
- クララ (Klara) - リズムギター、 ボーカル：チェスケー・ブジェヨヴィツェ出身で、同地の音楽院で学び、2006年からグループに参加
- アレナ (Alena) - キーボード、ギター：2006年からグループに参加

## ディスコグラフィ
- White Line (1989)
- All The Gold In California (1991)
- Live In Zurich (1993)
- Heart Of The Matter (1995)
- One More Time (1997)
- Country Sisters Live (1999)
- You Can Make Me Happy (2002)
- The Best Of (2004)
- Canada Tour (2006)
- Dare To Go Bare (2007)
- Hot Ride (2010)